# Nefertkaues
Nefertkaues (nefer = "lijepa") bila je egipatska princeza 5. dinastije, kćer faraona Unasa, zadnjeg vladara te dinastije. Majka joj je bila Nebet ili Kenut. Bila je sestra kraljice Iput I. i šurjakinja faraona Tetija te teta faraona Pepija I. Merire.